# Fisayo Dele-Bashiru
Fisayo Dele-Bashiru, né le 6 février 2001 à Lagos au Nigeria, est un footballeur international nigérian qui évolue au poste de milieu offensif à la SS Lazio.

## Biographie

### En club
Né à Lagos au Nigeria, Fisayo Dele-Bashiru est formé par Manchester City mais il ne joue aucun match en professionnel avec ce club. Le 28 juillet 2020 il rejoint Sheffield Wednesday.
En juillet 2023 Fisayo Dele-Bashiru rejoint le club turc d'Hatayspor. Il se fait remarquer dès son premier match pour le club en marquant deux buts, le 12 août 2023 contre Pendikspor.
Le 6 juillet 2024, Fisayo Dele-Bashiru prend la direction de l'Italie pour rejoindre la Lazio Rome sous la forme d'un prêt d'une saison, avec option d'achat.
Dele-Bashiru marque son premier but pour la Lazio le 25 septembre 2024, lors d'une rencontre de la phase de groupe de la Ligue Europa 2024-2025 face au Dynamo Kiev. Il est titularisé et participe à la victoire de son équipe par trois buts à zéro.

### En sélection
En octobre 2023, Fisayo Dele-Bashiru est convoqué pour la première fois avec l'équipe nationale du Nigeria par le sélectionneur José Peseiro. Il honore sa première sélection lors de ce rassemblement, le 16 octobre 2023, lors d'un match amical contre le Mozambique. Il est titularisé et délivre une passe décisive pour Frank Onyeka, participant ainsi à la victoire de son équipe par trois buts à deux.